# دين هويل (لاعب كرة قدم)
دين هويل (بالإنجليزية: Dean Hoyle)‏ هو شخصية أعمال ولاعب كرة قدم بريطاني، ولد في 16 أبريل 1967 في Heckmondwike ‏ في المملكة المتحدة.